# Sand in My Boots
«Sand in My Boots»  — песня американского кантри-певца Моргана Уоллена, вышедшая на кантри-радио 23 августа 2021 года в качестве третьего сингла из его второго студийного альбома second Dangerous: The Double Album. Сингл достиг первого места в американском кантри-чарте Country Airplay и в хит-параде Canada Country, а также получил золотой сертификат в Канаде и платиновый в США.

## История
Песня была написана Эшли Горли, Майклом Харди и Джош Осборн. «Sand in My Boots» — это ностальгическая баллада о потерянной любви, описывающая измученного ковбоя, переживающего потерю любви и угасающие воспоминания о выпивке с той девушкой, которая могла бы стать той самой. Песня «Sand in My Boots» основана на правдоподобном разговоре, который начинается со встречи двух людей в первом куплете и заканчивается тем, что певец становится призраком в бридже..

## Отзывы
Билли Дюк с сайта Taste of Country отметил, что «Sand in My Boots» — лучшая композиция в альбоме. Росс Джонс назвал её кантри-балладой, в которой Уоллен «демонстрирует не только свои природные способности к написанию песен, создавая яркие образы, которые затронут струны сердца самого холодного и отчаянного, но и показывает, как он может удивительно преуменьшать свои вокальные способности».

## Коммерческий успех
Песня начала звучать в эфире кантри-радио в июле 2021 года. Она дебютировала на Country Airplay под номером 56 с 699 000 прослушиваний аудитории за неделю, закончившуюся 4 июля, и достигла первого места 26 февраля 2022 года, став пятым синглом Уоллена номер один в этом чарте после «Up Down» (1 неделя на № 1, июнь 2018), «Whiskey Glasses» (3, июнь 2019), «Chasin’ You» (1, май 2020), «More Than My Hometown» (1, ноябрь 2020).

## Чарты
| Чарт (2021—2022)                    | Высшая позиция |
| ----------------------------------- | -------------- |
| Канада (Billboard Canadian Hot 100) | 31             |
| Канада (Billboard Country)          | 1              |
| Мир (Billboard Global 200)          | 47             |
| Новая Зеландия (RMNZ)               | 32             |
| США (Billboard Hot 100)             | 30             |
| США (Billboard Country Airplay)     | 1              |
| США (Billboard Hot Country Songs)   | 2              |

| Чарт (2021)                        | Позиция |
| ---------------------------------- | ------- |
| США (Hot Country Songs, Billboard) | 15      |

| Чарт (2022)                        | Позиция |
| ---------------------------------- | ------- |
| США (Billboard Hot 100)            | 58      |
| США (Country Airplay, Billboard)   | 14      |
| США (Hot Country Songs, Billboard) | 31      |

## Сертификации
| Регион                                                                      | Сертификация  | Продажи   |
| --------------------------------------------------------------------------- | ------------- | --------- |
| Канада (Music Canada)                                                       | Золотой       | 40 000    |
| США (RIAA)                                                                  | 2× Платиновый | 2 000 000 |
| Данные о продажах + прослушиваниях приведены только на основе сертификации. |               |           |